# Municipio de Carroll (condado de Tama)
El municipio de Carroll (en inglés: Carroll Township) es un municipio ubicado en el condado de Tama en el estado estadounidense de Iowa. En el año 2010 tenía una población de 261 habitantes y una densidad poblacional de 2,78 personas por km².

## Geografía
El municipio de Carroll se encuentra ubicado en las coordenadas 42°4′41″N 92°28′51″O / 42.07806, -92.48083. Según la Oficina del Censo de los Estados Unidos, el municipio tiene una superficie total de 94.03 km², de la cual 93,79 km² corresponden a tierra firme y (0,26 %) 0,24 km² es agua.

## Demografía
Según el censo de 2010, había 261 personas residiendo en el municipio de Carroll. La densidad de población era de 2,78 hab./km². De los 261 habitantes, el municipio de Carroll estaba compuesto por el 96,93 % blancos, el 1,53 % eran afroamericanos, el 0,38 % eran amerindios y el 1,15 % eran de una mezcla de razas. Del total de la población el 0,77 % eran hispanos o latinos de cualquier raza.